# Heinrich Maria Davringhausen

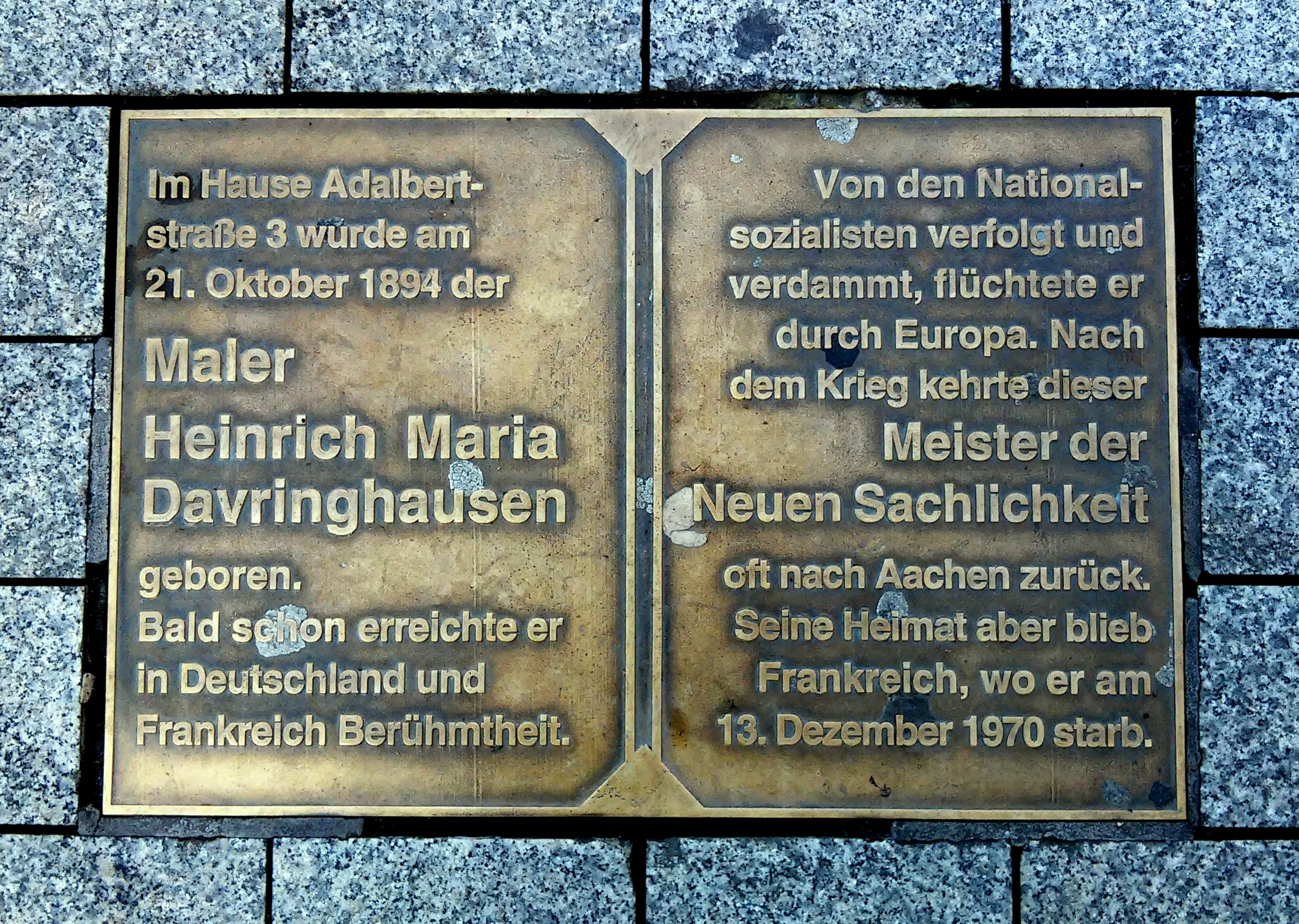
Pamětní deska malíře Davringhausena na Adalbertstraße v Cáchách

Heinrich Maria Davringhausen (21. října 1894, Aachen, Německo - 13. prosince 1970, Nice, Francie) byl německý malíř. V roce 1933 odešel do exilu. V roce 1937 byla jeho díla spolu s mnoha dalšími vystavena na výstavě Entartete Kunst v Mnichově.

## Život a dílo
Po studiu na Düsseldorfské akademii umění v letech 1913/1914 a díky soukromým hodinám u malíře Wilhelma Ecksteina, se v roce 1914 Davringhausen zúčastnil skupinové výstavy v Galerii Flechtheim. Během této doby žil v ateliéru sochaře Alberta Pehleho v Oberkasselu na Drakeplatzu, ve kterém byl i ateliér Waltera Opheye. Ve stejném roce se jeho pobyt v Asconě shodoval s jeho přítelem Carlem Menseem. V roce 1915 se přestěhoval do Berlína, kde se stýkal s Georgem Groszem a bratry Herzfeldoovými.
V roce 1919 poprvé vystavoval v mnichovské galerii Hanse Goltze, kde se setkal s Alexanderem Kanoldtem. V Düsseldorfu se připojil k umělecké skupině Junge Rheinland, také byl členem berlínské skupiny Novembergruppe a v roce 1925 se zúčastnil stylové a koncepční výstavy Neue Sachlichkeit v Mannheimu. V Mnichově založil skupinu Neue Sachlichkeit s Carlem Menseem, Alexanderem Kanoldtem a Georgem Schrimpfem. V roce 1929 se zúčastnil každoroční výstavy Deutscher Künstlerbundes v kolínském Státním domě s olejomalbou Negermädchen (Černošská dívka).
V roce 1932 založil avantgardní skupinu Gruppe 32, která byla o rok později znovu otevřena, Seiwert, Hoerle, Räderscheidt a Ludwig Egidius Ronig. V roce 1933 Davringhausen uprchl do exilu se svou ženou, dcerou židovského podnikatele Lora Auerbachema, nejprve do Cala Ratjada na Mallorce, v roce 1936 do Ascony, v roce 1939 do Paříže a nakonec do jižní Francie. V Německu bylo z veřejných muzeí asi 200 jeho prací zabaveno jako degenerované umění; Davringhausen obdržel zákaz malovat a vystavovat. V letech 1939/1940 byli společně s dalšími malíři jako Max Ernst, Anton Räderscheidt a řadou spisovatelů jako Lion Feuchtwanger, Walter Hasenclever a Golo Mann internováni v táboře Les Milles u Aix-Provence, ale podařilo se jim uprchnout do Auvergne. Po válce žil v Cagnes-sur-Mer až do své smrti v roce 1970.
Jeho práce byla po emigraci stále více ovlivňována abstrakcí. V letech 1989 až 2009 byl malířův majetek v muzeu Leopolda Hoesche v Dürenu. Muzeum zorganizovalo několik výstav jeho obrazů, zejména těch z pozdějšího tvůrčího období, a v roce 1995 zorganizovalo retrospektivu s dochovanými díly Nové věcnosti. Od února do června 2013 August Macke House v Bonnu vystavil asi 40 exponátů raných Davringhausenových děl.